# 卡萨萨尔塔斯
卡萨萨尔塔斯，是西班牙巴伦西亚自治区巴伦西亚省的一个市镇。总面积16平方公里，总人口161人（2001年），人口密度10人/平方公里。